# بطولة العالم للدراجات على المضمار 2012
بطولة العالم للدراجات على المضمار 2012 هي الدورة ال109 من بطولة العالم للدراجات على المضمار، أجريت في ملبورن، أستراليا.
تم تحطيم العديد من الأرقام القياسية العالمية خلال البطولة. بدأت كريستينا فوجل وميريام ويلتي المطاردة بتسجيل رقم قياسي جديد في تصفيات سباق الفرق، ليحطموا الرقم القياسي مرة أخرى خلال النهائي. وتبعهم إد كلانسي وبيتر كينو، وستيفن بورك وجيراينت توماس برقم قياسي جديد خلال نهائي سباق المطاردة الجماعية. وفي مسابقة المطاردة الجماعية للسيدات، سجلت داني كينج ولورا تروت وجوانا روسل رقماً قياسياً جديداً، وخلال اليوم الأخير من المنافسات، سجلت آنا ميريس آخر رقم قياسي عالمي جديد في سباق 500 متر في طريقها للفوز بالميدالية الذهبية.

## النتائج النهائية
| المسابقة                                      | ذهبية | فضية                                                            | برونزية                                                  |
| --------------------------------------------- | --- | --------------------------------------------------------------- | -------------------------------------------------------- |
| الرجال                                        | |                                                                 |                                                          |
| السرعة الفردية                                | غريغوري باودج (FRA)                                                                                              | جيسون كيني (GBR)                                                | كريس هوي (GBR)                                           |
| سباق الكيلو متر ضد الساعة                     | Stefan Nimke (GER)                                                                                               | مايكل د. ألميدا (FRA)                                           | Simon van Velthooven (NZL)                               |
| سباق المطاردة الفردية                         | مايكل هيبورن (أستراليا)                                                                                          | جاك بوبريدجي (أستراليا)                                         | يستلي غوف (نيوزيلندا)                                    |
| سباق المطاردة الفرقية                         | إد كلانسي · بيتر كينو · ستيفن بيرك · جيرانت توماس · اندي تينانت (دراج) (qualifying round only) · بريطانيا العظمى | جلين أوشي · جاك بوبريدجي · روهان دنيس · مايكل هيبورن · أستراليا | آرون جيت · سام بولي · يستلي غوف · مارك ريان · نيوزيلندا  |
| سباق الخدش - السكراتش                         | بن سويفت (GBR)                                                                                                   | نولان هوفمان (RSA)                                              | فيم ستروتينغا ‏ (NED)                                     |
| السرعة الفردية للفرق                          | شين بيركنز · سكوت سندرلاند (دراج) · ماثيو غليتزر · أستراليا                                                      | غريغوري باودج · كيفن سيرو · مايكل د. ألميدا · فرنسا             | إيثان ميتشل · سام ويبستر (دراج) · إدي دوكينز · نيوزيلندا |
| السرعة الفردية بالترادف (بالإنجليزية: tandem) | |                                                                 |                                                          |
| السباق الأمريكي (ماديسون)                     | كيني دي كيتيلي · Gijs Van Hoecke · بلجيكا                                                                        | بن سويفت · جيرانت توماس · بريطانيا العظمى                       | لي هوارد · كاميرون ماير · أستراليا                       |
| سباق مطاردة الدراجة النارية للهواة            | |                                                                 |                                                          |
| سباق مطاردة الدراجة النارية للمحترفين         | |                                                                 |                                                          |
| الكيرين                                       | كريس هوي (GBR)                                                                                                   | ماكسيميليان ليفي (GER)                                          | جيسون كيني (GBR)                                         |
| سباق النقاط                                   | كاميرون ماير (AUS)                                                                                               | بن سويفت (GBR)                                                  | كيني دي كيتيلي (BEL)                                     |
| سباق الأومنيوم                                | جلين أوشي (AUS)                                                                                                  | زاكاري بيل (CAN)                                                | لاسي نورمان هانسن (DEN)                                  |
| السيدات                                       | |                                                                 |                                                          |
| السرعة الفردية                                | فيكتوريا بندلتون (GBR)                                                                                           | سيمونا كروبيكيت (LTU)                                           | آنا مارس (AUS)                                           |
| سباق 500 متر ضد الساعة                        | آنا مارس (4) (AUS)                                                                                               | ميريام ويلت (GER)                                               | جيسيكا ورنيش (GBR)                                       |
| سباق المطاردة الفردية                         | أليسون شانكس (NZL)                                                                                               | ويندي هوفيناجيل (GBR)                                           | Ashlee Ankudinoff (AUS)                                  |
| سباق المطاردة الفرقية                         | داني كينغ · لورا تروت · جوانا روسيل · بريطانيا العظمى                                                            | أنيت ادموندسون · ميليسا هوسكينز · جوزي توميتش · أستراليا        | تارا ويتن · جاسمين غليسر · جيليان كارلتون · كندا         |
| سباق الخدش - السكراتش                         | كاتارزينا باولوسكا (POL)                                                                                         | ميليسا هوسكينز (AUS)                                            | كيلي درويتس (BEL)                                        |
| السرعة الفردية للفرق                          | كريستينا فوجل · ميريام ويلت · ألمانيا                                                                            | كارلي مكولوتش · آنا مارس · أستراليا                             | غونغ جينجي · قوه شوانغ · الصين                           |
| الكيرين                                       | آنا مارس (AUS)                                                                                                   | Ekaterina Gnidenko (RUS)                                        | كريستينا فوجل (GER)                                      |
| سباق النقاط                                   | Anastasia Chulkova (RUS)                                                                                         | جاسمين غليسر (CAN)                                              | كارولين ريان (IRL)                                       |
| سباق الأومنيوم                                | لورا تروت (GBR)                                                                                                  | أنيت ادموندسون (AUS)                                            | سارة همر (USA)                                           |